# The Soundlovers
I The Soundlovers sono un gruppo di musica dance italiano nato nell'aprile del 1996 dall'incontro tra RSDJ, il dj produttore Gianni Fontana con la coppia di produttori Molella & Phil Jay.
Le voci del gruppo sono l'olandese Nathalie Aarts (nata a Breda il 6 novembre 1969) e l'argentino German David Leguizamon (nato a Buenos Aires il 15 dicembre 1970). Hanno riscosso successo nel 1998 grazie al singolo Surrender, diventato negli anni un tormentone.

## Carriera musicale
Nel 1996 nasce The Soundlovers, progetto di musica dance che esce con la Do It Yourself, realizzato insieme ai noti produttori Italiani Roby Santini, Gianni Fontana, Molella, Phil Jay.
Il primo singolo del The Soundlovers fu Run away che riscosse un grande successo in tutta Europa, seguito poi nel 1997 dal singolo People, uscito nell'inverno di quell'anno. In seguito venne pubblicato il loro primo album, People (The Album), in Europa, Russia e Giappone. Sempre nel '97, durante l'estate, uscì il terzo singolo, e cioè Another Day.
Sebbene la voce maschile fosse fin dall'inizio quella di German David Leguizamon, per i primi anni la sua immagine fu rappresentata dal modello Kim Gallina, che morirà nel 1999 a soli 26 anni. Anche l'immagine di Nathalie era rappresentata da un'altra modella nel video di Run away. Poi, la cantante olandese ha accettato la richiesta dell'etichetta Polygram, che si occupava della distribuzione internazionale delle canzoni dei Soundlovers, di apparire nel video del secondo singolo, People, e nei successivi. Il cantante argentino, invece, iniziò ad apparire in video di persona a partire da Surrender, nuovo singolo uscito nell'autunno/inverno 1998 e capace di rimanere per 10 settimane nella classifica ufficiale delle vendite in Italia, per 4 settimane al primo posto della classifica dance di M&D, 5 settimane al primo posto della Deejay Parade di Radio DeeJay e stabilirsi alla numero uno in tutte le classifiche dance delle radio italiane. Viene poi pubblicato anche in tanti paesi dell'Europa, Australia, Sudafrica, Giappone, Paesi Arabi e riconferma il successo nei paesi dell'Est.
Nell'estate 1999 uscì il nuovo singolo Mirando El Mar e partecipano alla 38ª edizione del Festivalbar a Ostuni e con i dischi successivi anche ad altri programmi televisivi come 105 Night Express, Uno Mattina, Super, Giro Festival e tanti altri.
Nell'ottobre del 1999 fu lanciato Walking che rimase 15 settimane nella classifica di vendita e numero uno in tutte le classifiche dance delle principali emittenti radiofoniche.
Con i singoli Wonderful life (2000), Living in your head (2000), Abracadabra (maggio 2001), Flow (2002) e We wanna party (2002) The Soundlovers raccolsero ulteriori successi e il singolo Living in your head ottiene il 1º posto nella Deejay Parade, Discoparade di Discoradio, Los Cuarenta di Radio Italia Network, Discomania di Radio 105, Radio Dimensione Suono e tutte le radio dance, inoltre ottiene la prima posizione nella Italian Club Chart, la seconda posizione in "Superclassifica" di TV Sorrisi e Canzoni e rimane per 10 settimane nella classifica ufficiale di vendita ed entrò in tutte le compilation. In Spagna e in tanti altri paesi riconfermò il successo arrivando alla prima posizione delle classifiche dance.
We Wanna Party del 2002 fu l'ultimo singolo a presentare la voce di German David Leguizamon, il cui contratto scadde l'anno successivo. La sola Nathalie Aarts portò avanti il progetto pubblicando nel 2003 Hyperfolk e All Day All Night. A questi seguì il secondo album 96-03 con due brani BONUS: Live Band Versioni di Surrender e Abracadabra.
Nel 2004 venne pubblicato Shake Your Ass, in co-produzione con Efisio Sergi e sempre nello stesso anno The Soundlovers pubblicarono il loro terzo album Club Stars 2004.
Dopo più 2 anni di pausa uscì nell'agosto 2006 il singolo Can't Stop Dancing insieme alla cover della canzone I'm Not Scared, brano del 1988 scritto dai Pet Shop Boys e interpretato allora dagli Eighth Wonder (con Patsy Kensit), prodotto da Roby Santini e cantato sempre da Nathalie Aarts esattamente 10 anni dopo l'uscita del primo singolo originale).
Nel gennaio 2008 fu la volta del remix 2008 di Run-away e a luglio il singolo My Body And Soul, una cover di Marvin Gardens.
Nel 2013 Run away ci venne riproposta nella versione 2K13, e anche Surrender, nel quale rifece capolino la voce di German Leguizamon. Gli ultimi remix furono curati da Molella & Alex Nocera, Andrea Montorsi, Rudeejay & Luca Belloni e da Matteo Sala & Luca Antolini: una nuova veste a questo classico della dance "made in Italy".
Il 24 settembre 2013 uscì in tutti i negozi digitali il nuovo singolo Be My Man in due differenti versioni: Molly Mix (curato da Molella) e RSDJ & J-Art Mix (realizzato da Roby Santini e i J-Art). Be my man fu l'ultimo pezzo targato The Soundlovers, sebbene non fosse quella l'idea originaria. Da quel momento in poi, Nathalie Aarts si dedicherà principalmente alle serate live in tutto il mondo, ma non mancherà di registrare nuove canzoni, anche insieme a Kim Lukas, altra regina della dance anni novanta.
German Leguizamon, continua a registrare nuovi pezzi, esplorando indipendentemente altri ritmi (tango, salsa, latin dance, dance, cumbia e reggaeton).

## Discografia

### Singoli
- 1996 - Run away
- 1997 - People
- 1997 - Another Day
- 1998 - Surrender
- 1999 - Mirando El Mar
- 1999 - Walking
- 2000 - Wonderful Life
- 2000 - Living In Your Head
- 2001 - Abracadabra (remixato di Vanni Giorgilli)
- 2002 - Flow
- 2002 - We Wanna Party
- 2003 - Hyperfolk
- 2003 - All Day All Night (B-side)
- 2004 - Shake Your Ass (prodotto da Efisio Sergi)
- 2006 - Can't Stop Dancing
- 2006 - I'm Not Scared
- 2008 - Run-away REMIX 2008
- 2008 - My Body And Soul (prodotto da Paolo Ortelli - Spankers)
- 2013 - Surrender 2k13 REMIX 2013
- 2013 - Run away 2k13 REMIX 2013
- 2013 - Be My Man

### Album
- 1997 - People (The Album)

### Nathalie Aarts
- Eurobeat: Larabelle - Nathalie - Susan Key - Joga - Doki Doki - Crystal - Mary Ann - Marianna ... (EUROBEAT: discografia completa sul sito & canale youtube)
- Dance: E.X.E.L. - Debbie Clark - V&M - Daffodil - The Bikers - Wasp - HAD - Mandy - Sissy-N - Deely B. Dine - Jolly Mask - Advisory ecc. (FEATURINGS: discografia completa sul sito & canale youtube)
- 1993 Happymen: Are You Ready - Love is You 1996 - Tesoro 2004
- 2005 - Get It On (Insieme a Thomas della Plata, accreditata come Nat)
- 2007 - Change The World (insieme a Kim Lukas)
- 2007 - Music Is My Life (per Stefy NRG)
- 2011 - Breathe Again (insieme a Kim Lukas)
- 2012 - Vodka Lemon (Sound on Line feat. Nathalie Aarts)
- 2013 - Het Kuikentje Piep (Pulcino Pio in Olandese) & album
- 2013 - Sad Girl (insieme a Kim Lukas) registrato di nuovo da Graziano Pegoraro, che purtroppo ci ha lasciato il 07-01-2013.
- 2015 - All Right (insieme a Kim Lukas)
- 2016 - Move On (Alain Ducroix & Micheal Sax featuring Nathalie Aarts)
- 2018 - Memories (Dj Jump featuring Nathalie Aarts)
- 2019 - Crazy (Dj Jump featuring Nathalie Aarts) nell'album Back To The Feat.
- 2019 - Thank You (Dj Jump, Jenny Dee featuring Nathalie Aarts) nell'album Back To The Feat.
- 2020 - Boogie Baby (insieme a Kim Lukas)
- 2021 - Nathalie Aarts Change 1991-2021
- 2021 - Nanà feat. Nathalie Aarts “Share My House” (from 199
- 2021 - Sean Finn & The Soundlovers “Run-away” (+ Flip Capella Remix)
- 2021 - Dj Jump x Roby Giordana “Memories” ( Dj Maxwell Summer concept 2021)
- 2021 - Dance Legacy “A Christmas With Love”
- 2022 - Roby Giordana, Watt & Jack feat. Nathalie Aarts “Make Me Lose”
- 2022 - Watt & Jack - Nathalie Aarts “Don’t You Worry”
- 2023 - Luis Rodriguez & Nathalie Aarts “The Rhythm Of My Heart” (90’s style)
- 2023 - Samus Jay, Nathalie Aarts, MC Fixx It “Never Give You Up”
- 2023 - Joy Levanti, Nathalie Aarts “Stranger”
- 2024 - Bassential, Nathalie Aarts & Kim Lukas "Lullabye - License to Chill"  (From the album “Another Byte From The Past”)
- 2024 - Paps, Leo Cavada feat. Nathalie Aarts & Melody Castellari "We Play The 90's"
- 2024 - Martina Budde, DJ Frisco & Marcos Peon, Nathalie Aarts "No Pido La Luna”
- 2024 - Nathalie "To Beat Or Not To Beat" (Eurobeat - Asian Territories)
- 2024 - Dino Brown, Nathalie Aarts "More and More"

### German David Leguizamon
- 2010 - Lentamente (Rescue the frog) (Hounted House featuring)
- 2016 - Myself again (Lady Shamiira deejay Featuring)
- 2016 - Patupa - Brasil (sin soja) Feat German.
- 2017 - Alex Phratz & Wave Dave - Abrazame (hasta que vuelva) Feat. German Leguizamon
- 2017 - Alex Phratz & Wave Dave - Everybody Dance Feat. German Leguizamon & Gemini
- 2017 - ELIOS Feat. German Leguizamon - Amor y sexo
- 2017 - MF &DJ Strauss Feat. German Leguizamon - Energía para Amar
- 2018 - DJ Strauss & Marco Ferracini Feat, German Leguizamon - El sueño prohibido
- 2018 - Houseways Feat. German Leguizamon - El sueño equivocado.
- 2018 - Dj Gas Feat. German Leguizamon - Un Motor En El Motor
- 2018 - Tony Magik Feat, German Leguizamon - VIEJOS RITOS
- 2018 - Luca Arienti Feat. German Leguizamon - Porque el amor
- 2019 - Dj Strauss & MF Feat, German Leguizamon - Fake news
- 2019 - Alex Phratz & Wave Dave Feat German Leguizamon & Gemini - Malparido
- 2019 - Gigi Soriani & Joe Berte Feat German Leguizamon - Suavemente (cover) 2019
- 2019 - DJ Shayko & Consilio Feat. German Leguizamon & Consilio - Sow me Now
- 2019 - DJ Shayko & Consilio Feat. German Leguizamon & Consilio - Sow me Now (D'Amico & Valax Remix)
- 2019 - Dj Strauss & Marco Ferracini Feat German Leguizamon . La Revancha (techno pop version)
- 2019 - DJ Strauss & Marco Ferracini Feat German Leguizamon - La Revancha (reaggetton version)
- 2020 - German Leguizamon - EL AMOR in collaborazione con Consilio & DJ Shayko.
- 2020 - Joe Berte' & Daniel Tek Feat German Leguizamon - Mirando el mar
- 2020 - Di tango y otras yerbas - El dia que me quieras (cover)
- 2021 - Da monkey business - Domala (baila cumbia)  Feat. German Leguizamon
- 2021 - GEM - Primavera. Feat German/Enzo/Manuel Leguizamon
- 2022 - Di Tango y otras yerbas - Luna ribelle & Andres Gonzalez